# Bangun (Parbuluan)
Bangun is een bestuurslaag in het regentschap Dairi van de provincie Noord-Sumatra, Indonesië. Bangun telt 1846 inwoners (volkstelling 2010).